# PETA (Indonesia)

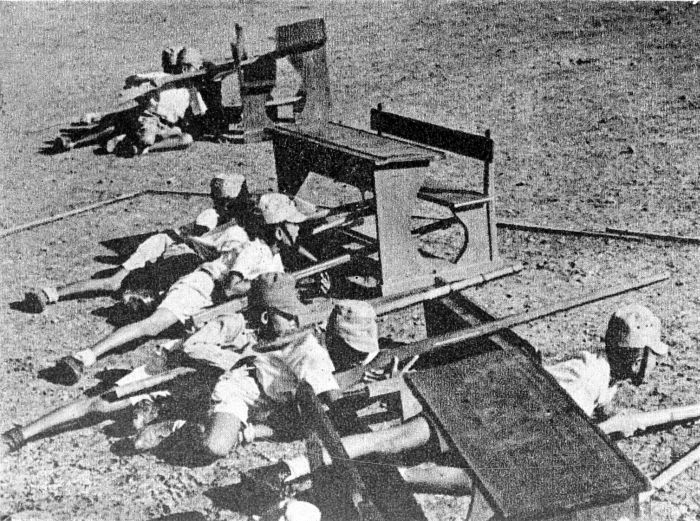
Giovani indonesiani fotografati mentre si addestrano

La Tentara Sukarela Pembela Tanah Air ovvero Armata dei volontari difensori della patria (in giapponese  (郷土防衛義勇軍?, kyōdo bōei giyûgun)), più sovente indicato con l'acronimo PETA, fu una unità paramilitare formata dall'Esercito Imperiale Giapponese nel corso dell'occupazione giapponese delle Indie Orientali olandesi.
Il 3 ottobre 1943, una dichiarazione della Osamu Seirei 44, pubblicata dal comandante della 16ª Armata giapponese, il tenente generale Kumakichi Harada, annuncia la formazione del PETA come armata di volontari. Alla fine della guerra contava ben 69 battaglioni (daidan) dislocati a Giava con una forza di circa 37 000 uomini e a Sumatra con una forza di circa 20.000 uomini.
Il 14 febbraio del 1945 il PETA, al comando di Suprijadi, si dissolse.
Il 18 agosto 1945, con l'annuncio della Proclamazione dell'indipendenza dell'Indonesia, le autorità giapponesi annunciano ufficialmente lo scioglimento del PETA.